# Caritas in Veritate
Caritas in Veritate (Любовь в истине) — заключительная из трёх энциклик Папы римского Бенедикта XVI, опубликованная 29 июня 2009 года.

## Тематика и публикация
Первоначально энциклика была опубликована на 7 языках: итальянском, английском, французском, немецком, польском, испанском и португальском; затем переведена на многие другие языки. Необычным являлось то обстоятельство, что среди языков оригинала публикации отсутствовала латынь, более того, перевод энциклики на латынь вызвал ряд затруднений.
Подзаголовок работы — «О целостном человеческом развитии в любви и истине». Главная тема энциклики — проблемы глобального развития и прогресса на пути достижения общего блага. В энциклике содержатся подробные размышления над экономическими и социальными проблемами. Выход Caritas in Veritate был приурочен к 40-летию публикации энциклики Populorum Progressio Павла VI и во многом перекликается с ней по затронутым вопросам.
Энциклика разделена на 6 глав, введение и заключение.
Русский перевод энциклики был выпущен московским издательством францисканцев осенью 2009 года.

## Структура
- Введение
- Послание энциклики Populorum progressio
- Человеческое развитие в наше время
- Братство, экономическое развитие и гражданское общество
- Развитие народов, права и обязанности, окружающая среда
- Сотрудничество человеческой семьи
- Развитие народов и техника
- Заключение

## Отклики
Энциклика широко обсуждалась как в церковных, так и в светских кругах. По сообщению Financial Times энциклика вызвала дискуссию на саммите большой восьмёрки в Италии в июле 2009 года. Канцлер Германии Ангела Меркель, которая ранее критиковала Папу, положительно оценила Caritas in Veritate.
Caritas в Veritate получила позитивные отклики католических кругов, а также со стороны протестантов и мусульман.
В отзывах отмечалось, что новым словом в энциклике стала связь между «социальной этикой» и «этикой жизни», а также призыв Папы к тому, что наряду с договорной логикой рынка (давать, чтобы получать) и логикой закона политического пространства (давать, потому что обязан), должна существовать и логика чистой благодарности (давать просто потому, что это благо). В комментариях на энциклику подчёркивалось, что она ясно говорит о недопустимости политизации учения Церкви «Церковь не предлагает технических решений, и не претендует на вмешательство в государственную политику».